# Combiné masculin de ski alpin aux Jeux olympiques de 2022
Navigation
Pyeongchang 2018 Milan-Cortina 2026
Le Combiné hommes des Jeux olympiques d'hiver de 2022 a lieu le 10 février 2022  sur le domaine de Xiaohaituo situé dans le district de Yanqing, en Chine. 
Johannes Strolz est sacré champion olympique de la discipline, quelques semaines après sa première victoire inattendue en Coupe du Monde. Il construit sa victoire en prenant la quatrième place de la descente à 75/100e de seconde d'Aleksander Aamodt Kilde qui réalise logiquement le meilleur temps,. Dans cette nouvelle formule du combiné où les coureurs s'élancent pour le slalom dans l'ordre du classement de la descente (et non en ordre inversé), il est le plus rapide des vingt-quatre concurrents encore en lice entre les piquets serrés,  et remporte la médaille d'or avec 59/100e d'avance sur Kilde et 68/100e sur le Canadien James Crawford qui avait fini deuxième de la descente. La famille Strolz possède désormais deux titres olympiques du combiné alpin, puisque le père de Johannes, Hubert Strolz, s'était imposé dans la discipline à  Calgary en 1988. Un père et un fils sacrés individuellement dans la même épreuve aux Jeux olympiques d'hiver est une première historique
Les favoris Luca Aerni (champion du monde en 2017), Loïc Meillard (médaillé de bronze aux Mondiaux de 2021) et Alexis Pinturault (champion du monde 2019), déjà distancés après la descente, connaissent l'élimination lors du slalom. Le podium échappe à Justin Murisier (3ème du slalom) pour 18 centièmes.

## Médaillés
| Or                    | Argent                        | Bronze               |
| Johannes Strolz (AUT) | Aleksander Aamodt Kilde (NOR) | James Crawford (CAN) |

## Résultats
Classement
| Rang                                | Dossard           | Athlète                 | Nationalité   | Descente      | Rang | Slalom       | Rang | Total         | Différence |
| ----------------------------------- | ----------------- | ----------------------- | ------------- | ------------- | ---- | ------------ | ---- | ------------- | ---------- |
| Médaille d'or, Jeux olympiques      | 6                 | Johannes Strolz         | Autriche      | 1 min 43 s 87 | 4    | 47 min 56 s  | 1    | 2 min 31 s 43 |            |
| Médaille d'argent, Jeux olympiques  | 10                | Aleksander Aamodt Kilde | Norvège       | 1 min 43 s 12 | 1    | 48 min 90 s  | 6    | 2 min 32 s 02 | +0 s 59    |
| Médaille de bronze, Jeux olympiques | 11                | James Crawford          | Canada        | 1 min 43 s 14 | 2    | 48 min 97 s  | 7    | 2 min 32 s 11 | +0 s 68    |
| 4                                   | 9                 | Justin Murisier         | Suisse        | 1 min 44 s 14 | 6    | 48 min 15 s  | 3    | 2 min 32 s 29 | +0 s 86    |
| 5                                   | 5                 | Marco Schwarz           | Autriche      | 1 min 44 s 07 | 5    | 48 min 64 s  | 4    | 2 min 32 s 71 | +1 s 28    |
| 6                                   | 1                 | Barnabás Szőllős        | Israël        | 1 min 45 s 04 | 11   | 48 min 14 s  | 2    | 2 min 33 s 18 | +1 s 75    |
| 7                                   | 18                | Raphael Haaser          | Autriche      | 1 min 44 s 63 | 10   | 48 min 64 s  | 4    | 2 min 33 s 27 | +1 s 84    |
| 8                                   | 7                 | Broderick Thompson      | Canada        | 1 min 44 s 39 | 8    | 49 min 81 s  | 8    | 2 min 34 s 20 | +2 s 77    |
| 9                                   | 21                | Brodie Seger            | Canada        | 1 min 43 s 54 | 3    | 51 min 49 s  | 10   | 2 min 35 s 03 | +3 s 60    |
| 10                                  | 12                | Christof Innerhofer     | Italie        | 1 min 44 s 19 | 7    | 51 min 61 s  | 11   | 2 min 35 s 80 | +4 s 37    |
| 11                                  | 14                | Marco Pfiffner          | Liechtenstein | 1 min 45 s 11 | 13   | 51 min 29 s  | 9    | 2 min 36 s 40 | +4 s 97    |
| 12                                  | 4                 | Jack Gower              | Irlande       | 1 min 45 s 16 | 14   | 52 min 58 s  | 12   | 2 min 37 s 74 | +6 s 31    |
| 13                                  | 27                | Arnaud Alessandria      | Monaco        | 1 min 45 s 79 | 15   | 58 min 41 s  | 16   | 2 min 44 s 20 | +12 s 77   |
| 14                                  | 22                | Ivan Kovbasnyuk         | Ukraine       | 1 min 49 s 13 | 21   | 55 min 30 s  | 14   | 2 min 44 s 43 | +13 s 00   |
| 15                                  | 25                | Albin Tahiri            | Kosovo        | 1 min 52 s 44 | 22   | 55 min 85 s  | 15   | 2 min 48 s 29 | +16 s 86   |
| 16                                  | 23                | Zhang Yangming          | Chine         | 1 min 55 s 25 | 23   | 54 min 47 s  | 13   | 2 min 49 s 72 | +18 s 29   |
| 17                                  | 26                | Xu Mingfu               | Chine         | 1 min 55 s 32 | 24   | 1 min 5 s 08 | 17   | 3 min 0 s 40  | +28 s 97   |
|                                     | 3                 | Jan Zabystřan           | Tchéquie      | 1 min 44 s 54 | 9    | DNF          | NC   | NC            | NC         |
| 13                                  | Alexis Pinturault | France                  | 1 min 45 s 04 | 11            |      | DNF          | NC   | NC            | NC         |
| 17                                  | Simon Jocher      | Allemagne               | 1 min 45 s 80 | 16            |      | DNF          | NC   | NC            | NC         |
| 15                                  | Loïc Meillard     | Suisse                  | 1 min 45 s 91 | 17            |      | DNF          | NC   | NC            | NC         |
| 24                                  | Henrik Von Appen  | Chili                   | 1 min 46 s 51 | 18            |      | DNF          | NC   | NC            | NC         |
| 19                                  | Trevor Philp      | Canada                  | 1 min 46 s 84 | 19            |      | DNF          | NC   | NC            | NC         |
| 16                                  | Luca Aerni        | Suisse                  | 1 min 47 s 03 | 20            |      | DNF          | NC   | NC            | NC         |
| 2                                   | Miha Hrobat       | Slovénie                | DNF           | NC            | NC   | NC           | NC   | NC            |            |
| 8                                   | Nejc Naraločnik   | Slovénie                | DNF           | NC            | NC   | NC           | NC   | NC            |            |
| 20                                  | Yannick Chabloz   | Suisse                  | DNF           | NC            | NC   | NC           | NC   | NC            |            |